# Minuartia strandjensis
Minuartia strandjensis är en nejlikväxtart som beskrevs av P.P. Panov. Minuartia strandjensis ingår i släktet nörlar, och familjen nejlikväxter. Inga underarter finns listade i Catalogue of Life.